# Новачок року НБА
Нагорода Новачок року НБА (англ. NBA Rookie of the Year Award) — щорічна нагорода Національної баскетбольної асоціації (НБА), яка вручається найкращому новачку за підсумками регулярного сезону, починаючи з сезону 1952—53. Переможець отримує приз імені Едді Ґотліба, названий на честь тренера Філадельфії Ворріорс, який виграв зі своєю командою чемпіонат у сезоні 1946-47. Переможця обирають спортивні журналісти США та Канади голосуванням за трьох найкращих новачків зі списку. За перше місце нараховуєть 5 очок, за друге — 3, а за третє — 1. Гравець, що набрав найбільшу кількість очок за підсумками голосування, отримує нагороду «Новачок року НБА».
Останній володар трофею — Скотті Барнс з «Торонто Репторз». 16 володарям титулу «Новачок року» вдалося здобути звання Найціннішого гравця НБА (MVP) впродовж кар'єри; Вілт Чемберлейн та Вес Анселд отримали в одному сезоні обидві нагороди. 30 «Новачків року» було обрано до Зали слави баскетболу. Тричі титул «Новачка року» здобували одразу два гравці — Дейв Коуенс і Джефф Петрі в сезоні 1970—71, Ґрант Хілл і Джейсон Кідд в сезоні 1994—95, а також Елтон Бренд та Стів Френсіс в сезоні 1999—00. Тім Данкан (Американські Віргінські острови), Патрік Юїнг (Ямайка), Пау Газоль (Іспанія), Кайрі Ірвінг (Австралія), Бен Сіммонс (Австралія) та Лука Дончич (Словенія) — єдині володарі трофею, що народились за межами США. Данкан має громадянство США, однак в НБА він вважається іноземним гравцем через те, що народився за межами країни.

## Переможці

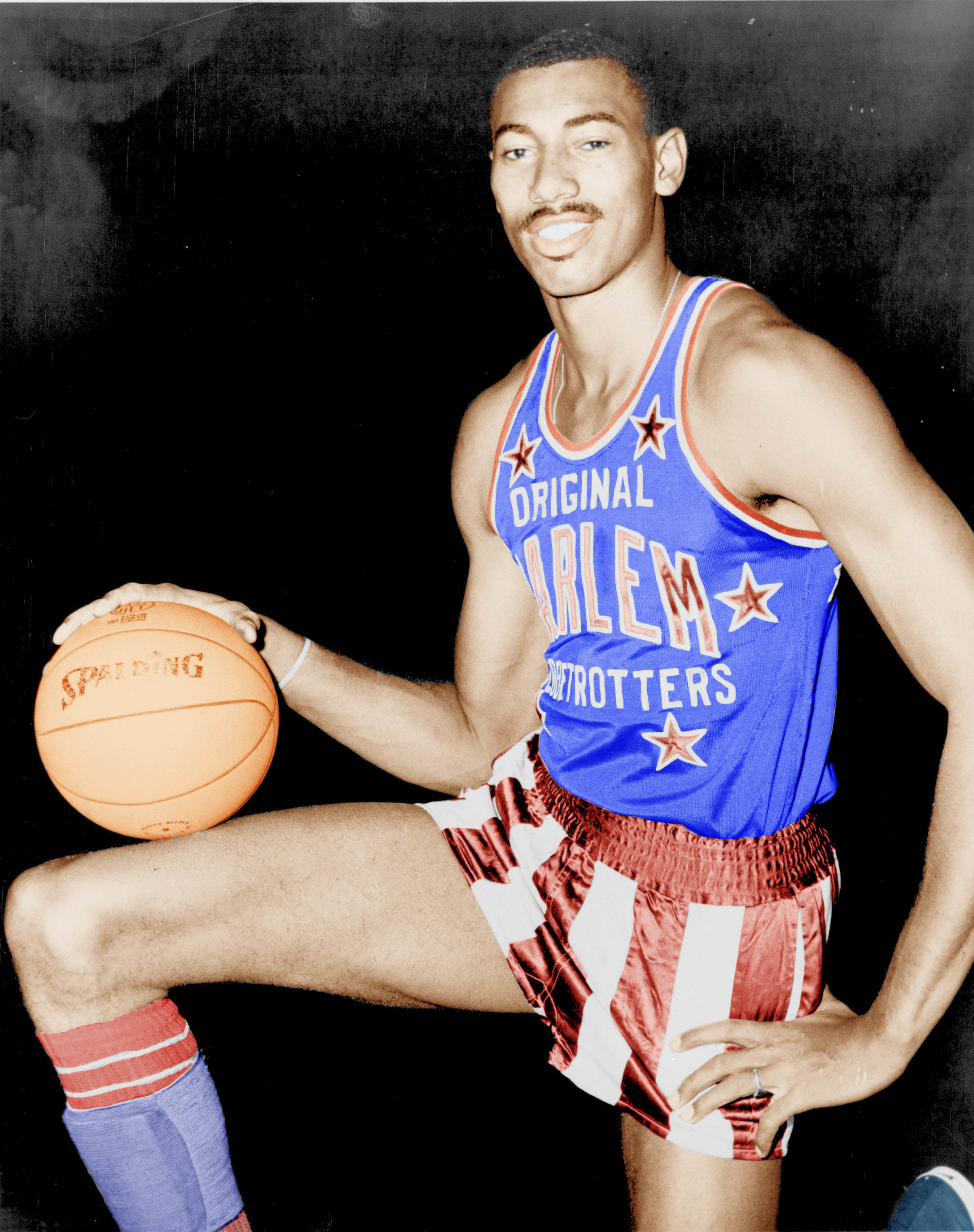
Вілт Чемберлен став Новачком року в сезоні 1959–60.

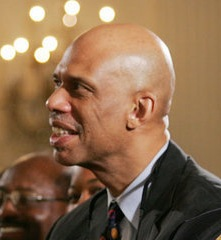
Карім Абдул-Джаббар (Лью Елсіндор) отримав нагороду в сезоні 1969–70.

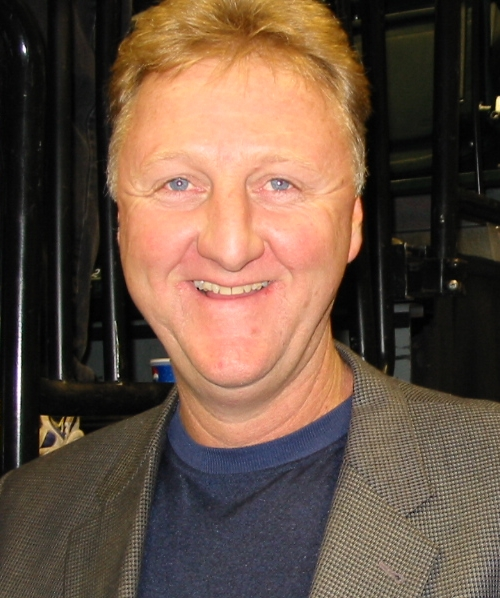
Ларрі Берд став Новачком року в сезоні 1979–80.

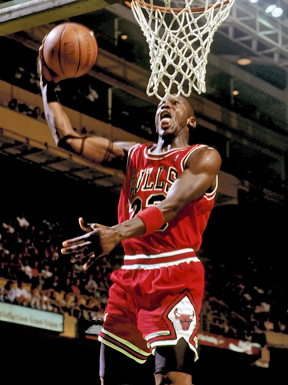
Майкл Джордан отримав титул в сезоні 1984–85.

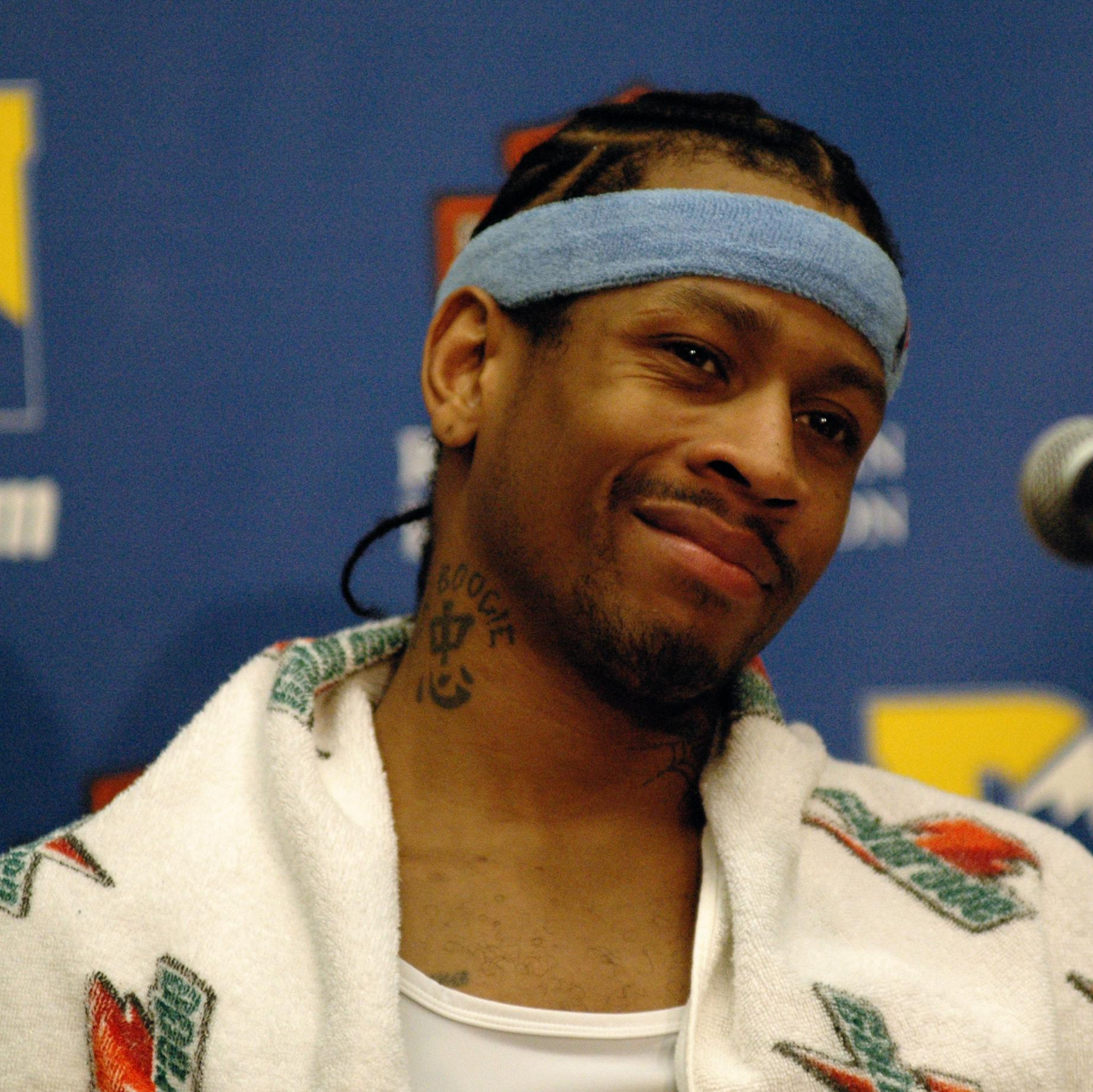
Аллен Айверсон отримав нагороду в сезоні 1996–97.

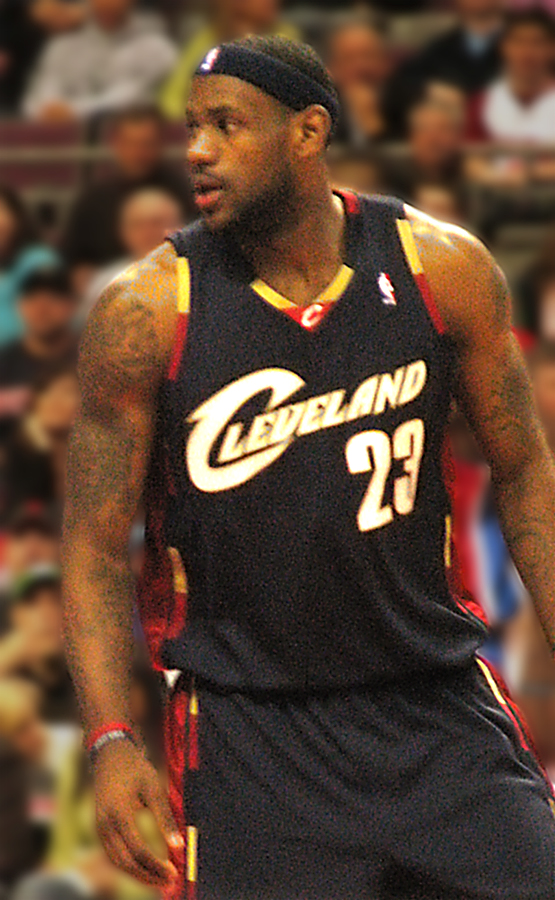
ЛеБрон Джеймс отримав нагороду в сезоні 2003-04.

|      | Діючий гравець           |
|      | Обраний до Зали славиНБА |
| НД # | Номер драфту             |
| РД   | Рік драфту               |
| Т    | Територіальний вибір[h]  |

| Сезон      | Гравець              | Позиція           | Громадянство                       | Команда                          | НД # | РД      |
| ---------- | -------------------- | ----------------- | ---------------------------------- | -------------------------------- | ---- | ------- |
| 1952-53    | Дон Майнеке          | Форвард/Центровий | США                                | Форт Вейн Пістонс                | 35   | 1952    |
| 1953-54    | Рей Фелікс           | Центровий         | США                                | Балтимор Буллетс                 | 1    | 1953    |
| 1954-55    | Боб Петтіт*          | Форвард/Центровий | США                                | Мілвокі Гокс                     | 2    | 1954    |
| 1955-56    | Моріс Стоукс*        | Форвард/Центровий | США                                | Рочестер Роялс                   | 2    | 1955    |
| 1956-57    | Том Гайнсон*         | Форвард/Центровий | США                                | Бостон Селтікс                   | Т    | 1956    |
| 1957-58    | Вуді Солдсберрі      | Форвард/Центровий | США                                | Філадельфія Ворріорс             | 60   | 1957    |
| 1958-59    | Елджин Бейлор*       | Форвард           | США                                | Міннеаполіс Лейкерс              | 1    | 1958    |
| 1959-60    | Вілт Чемберлейн[a]   | Центровий         | США                                | Філадельфія Ворріорс             | Т    | 1959    |
| 1960-61    | Оскар Робертсон*     | Захисник          | США                                | Цинциннаті Роялс                 | 1    | 1960    |
| 1961-62    | Волт Белламі*        | Центровий         | США                                | Чикаго Пекерс                    | 1    | 1961    |
| 1962-63    | Террі Дішинджер      | Форвард/Захисник  | США                                | Чикаго Зефирс                    | 8    | 1962    |
| 1963-64    | Джеррі Лукас[b]      | Форвард/Центровий | США                                | Цинциннаті Роялс                 | Т    | 1963[b] |
| 1964-65    | Вілліс Рід*          | Центровий/Форвард | США                                | Нью-Йорк Нікс                    | 8    | 1964    |
| 1965-66    | Рік Беррі*           | Форвард           | США                                | Сан-Франциско Ворріорс           | 2    | 1965    |
| 1966-67    | Дейв Бінг*           | Захисник          | США                                | Детройт Пістонс                  | 2    | 1966    |
| 1967-68    | Ерл Монро*           | Захисник          | США                                | Балтимор Буллетс                 | 2    | 1967    |
| 1968-69    | Вес Анселд[a]        | Центровий/Форвард | США                                | Балтимор Буллетс                 | 2    | 1968    |
| 1969-70    | Лью Алсіндор*        | Центровий         | США                                | Мілвокі Бакс                     | 1    | 1969    |
| 1970-71[g] | Дейв Коуенс*         | Центровий/Форвард | США                                | Бостон Селтікс                   | 4    | 1970    |
| 1970-71[g] | Джефф Петрі          | Захисник          | США                                | Портланд Трейл-Блейзерс          | 8    | 1970    |
| 1971-72    | Сідні Вікс           | Форвард/Центровий | США                                | Портланд Трейл-Блейзерс          | 2    | 1971    |
| 1972-73    | Боб Макаду*          | Центровий/Форвард | США                                | Баффало Брейвс                   | 2    | 1972    |
| 1973-74    | Ерні ДіҐреґоріо      | Захисник          | США                                | Баффало Брейвс                   | 3    | 1973    |
| 1974-75    | Джамал Вілкс         | Форвард/Захисник  | США                                | Голден-Стейт Ворріорс            | 11   | 1974    |
| 1975-76    | Алван Адамс          | Центровий/Форвард | США                                | Фінікс Санз                      | 4    | 1975    |
| 1976-77    | Едріан Дентлі*       | Форвард/Захисник  | США                                | Баффало Брейвс                   | 6    | 1976    |
| 1977-78    | Волтер Девіс         | Захисник/Форвард  | США                                | Фінікс Санз                      | 5    | 1977    |
| 1978-79    | Філ Форд             | Захисник          | США                                | Канзас-Сіті Кінґс                | 2    | 1978    |
| 1979-80    | Ларрі Берд[c]        | Форвард           | США                                | Бостон Селтікс                   | 6    | 1978[c] |
| 1980-81    | Даррелл Гріффіт      | Захисник          | США                                | Юта Джаз                         | 2    | 1980    |
| 1981-82    | Бак Вільямс          | Форвард/Центровий | США                                | Нью-Джерсі Нетс                  | 3    | 1981    |
| 1982-83    | Террі Каммінгс       | Форвард           | США                                | Сан-Дієго Кліпперс               | 2    | 1982    |
| 1983-84    | Ральф Семпсон        | Центровий/Форвард | США                                | Х'юстон Рокетс                   | 1    | 1983    |
| 1984-85    | Майкл Джордан*       | Захисник          | США                                | Чикаго Буллз                     | 3    | 1984    |
| 1985-86    | Патрік Юїнг*         | Центровий         | США[d]                             | Нью-Йорк Нікс                    | 1    | 1985    |
| 1986-87    | Чак Персон           | Форвард           | США                                | Індіана Пейсерз                  | 4    | 1986    |
| 1987-88    | Марк Джексон         | Захисник          | США                                | Нью-Йорк Нікс                    | 18   | 1987    |
| 1988-89    | Мітч Річмонд         | Захисник          | США                                | Голден-Стейт Ворріорс            | 5    | 1988    |
| 1989-90    | Девід Робінсон[e]    | Центровий         | США                                | Сан-Антоніо Сперс                | 1    | 1987[e] |
| 1990-91    | Деррік Коулмен       | Форвард           | США                                | Нью-Джерсі Нетс                  | 1    | 1990    |
| 1991-92    | Ларрі Джонсон        | Форвард           | США                                | Шарлот Горнетс                   | 1    | 1991    |
| 1992-93    | Шакіл О'Ніл          | Центровий         | США                                | Орландо Меджик                   | 1    | 1992    |
| 1993-94    | Кріс Веббер          | Форвард/Центровий | США                                | Голден-Стейт Ворріорс            | 1    | 1993    |
| 1994-95[g] | Грант Гілл           | Форвард/Захисник  | США                                | Детройт Пістонс                  | 3    | 1994    |
| 1994-95[g] | Джейсон Кідд         | Захисник          | США                                | Даллас Маверікс                  | 2    | 1994    |
| 1995-96    | Деймон Стадемайр     | Захисник          | США                                | Торонто Репторз                  | 7    | 1995    |
| 1996-97    | Аллен Айверсон       | Захисник          | США                                | Філадельфія Севенті-Сіксерс      | 1    | 1996    |
| 1997-98    | Тім Данкан           | Форвард/Центровий | Американські Віргінські Острови[f] | Сан-Антоніо Сперс                | 1    | 1997    |
| 1998-99    | Вінс Картер          | Захисник/Форвард  | США                                | Торонто Репторз                  | 5    | 1998    |
| 1999-00[g] | Елтон Бренд          | Форвард           | США                                | Чикаго Буллз                     | 1    | 1999    |
| 1999-00[g] | Стів Френсіс         | Захисник          | США                                | Х'юстон Рокетс                   | 2    | 1999    |
| 2000-01    | Майк Міллер          | Форвард           | США                                | Орландо Меджик                   | 5    | 2000    |
| 2001-02    | Пау Газоль           | Форвард           | Іспанія                            | Мемфіс Ґріззліс                  | 3    | 2001    |
| 2002-03    | Амаре Стадемайр      | Форвард/Центровий | США                                | Фінікс Санз                      | 9    | 2002    |
| 2003-04    | ЛеБрон Джеймс        | Форвард           | США                                | Клівленд Кавальєрз               | 1    | 2003    |
| 2004-05    | Емека Окафор         | Форвард/Центровий | США                                | Шарлот Бобкетс                   | 2    | 2004    |
| 2005-06    | Кріс Пол             | Захисник          | США                                | Нью-Орлінс/Оклахома-Сіті Горнетс | 4    | 2005    |
| 2006-07    | Брендон Рой          | Захисник          | США                                | Портланд Трейл-Блейзерс          | 6    | 2006    |
| 2007-08    | Кевін Дюрант         | Форвард/Захисник  | США                                | Сієтл Суперсонікс                | 2    | 2007    |
| 2008-09    | Деррік Роуз          | Захисник          | США                                | Чикаго Буллз                     | 1    | 2008    |
| 2009-10    | Тайрік Еванс         | Захисник          | США                                | Сакраменто Кінгс                 | 4    | 2009    |
| 2010-11    | Блейк Гріффін        | Форвард           | США                                | Лос-Анджелес Кліпперс            | 1    | 2009    |
| 2011-12    | Кайрі Ірвінг         | Захисник          | США                                | Клівленд Кавальєрс               | 1    | 2011    |
| 2012-13    | Дем'єн Ліллард       | Захисник          | США                                | Портленд Трейл Блейзерс          | 6    | 2012    |
| 2013-14    | Майкл Картер-Вільямс | Захисник          | США                                | Філадельфія Севенті Сіксерс      | 11   | 2013    |
| 2014-15    | Ендрю Віггінс        | Форвард           | США                                | Міннесота Тімбервулвз            | 1    | 2014    |
| 2015-16    | Карл-Ентоні Таунс    | Центровий         | США                                | Міннесота Тімбервулвз            | 1    | 2015    |
| 2016-17    | Малкольм Брогдон     | Захисник          | США                                | Мілвокі Бакс                     | 36   | 2016    |
| 2017-18    | Бен Сіммонс          | Форвард           | Австралія                          | Філадельфія Севенті Сіксерс      | 1    | 2016    |
| 2018-19    | Лука Дончич          | Захисник/Форвард  | Словенія                           | Даллас Маверікс                  | 1    | 2018    |
| 2019–20    | Джа Морент           | Захисник          | США                                | Мемфіс Гріззліс                  | 2    | 2019    |
| 2020–21    | Ламело Болл          | Захисник          | США                                | Шарлотт Горнетс                  | 3    | 2020    |
| 2021–22    | Скотті Барнс         | Форвард           | США                                | Торонто Репторз                  | 4    | 2021    |
| 2022–23    | Паоло Банкеро        | Форвард           | США                                | Орландо Меджик                   | 1    | 2022    |
| 2023–24    | Віктор Вембаньяма    | Центровий         | Франція                            | Сан-Антоніо Сперс                | 1    | 2023    |
| 2024–25    | Стефон Касл          | Захисник          | США                                | Сан-Антоніо Сперс                | 4    | 2024    |